# Bolívar (Sucre)
Bolívar is een gemeente in de Venezolaanse staat Sucre. De gemeente telt 26.000 inwoners. De hoofdplaats is Mariguitar.